# Little River (Coxs River)
Der Little River ist ein Fluss im Osten des australischen Bundesstaates New South Wales. 

## Verlauf
Er entspringt nördlich der Black Range, eines kleinen, in Ost-West-Richtung verlaufenden Gebirgszuges an der Ostseite der Great Dividing Range, unweit der Straße von Lithgow nach Jenolan Caves. Die Kammlinie dieses Gebirges markiert auch die Nordgrenze des Kanangra-Boyd-Nationalparks. An der Nordseite der Black Range fließt der Little River nach Osten und trifft westlich der Kleinstadt Euroka auf den Coxs River.
An seinem Mittellauf kreuzt ihn der Six Foot Track, ein Wanderweg, der von der Straße Lithgow-Jenolan Caves nach Katoomba führt.